# Chiesa di San Gavino (Borore)
La chiesa di San Gavino è una chiesa campestre situata in territorio di Borore, centro abitato della Sardegna centrale. Consacrata al culto cattolico, fa parte della parrocchia della Beata Vergine Assunta, diocesi di Alghero-Bosa.

La chiesa è ubicata a circa due chilometri dal paese a poche decine di metri dal nuraghe Toscono e dalla tomba dei giganti di Santu Bainzu.